# محمد تراوري (لاعب كرة قدم غيني)
محمد تراوري (بالفرنسية: Mohamed Traoré)‏ (13 أكتوبر 1991 في غينيا - ) هو لاعب كرة قدم غيني في مركز الدفاع. شارك مع منتخب غينيا لكرة القدم. أما مع النوادي، فقد لعب مع نادي بارما ونادي تشيزينا ونادي فوجيا ونادي كروتوني ونادي سودتيرول ونادي غوبيو وSantarcangelo Calcio ‏.

## وصلات خارجية
- محمد تراوري (لاعب كرة قدم غيني) على موقع قاعدة بيانات كرة القدم.إي يو (الإنجليزية)
- محمد تراوري (لاعب كرة قدم غيني) على موقع ناشيونال فوتبول تيمز (الإنجليزية)
- محمد تراوري (لاعب كرة قدم غيني) على موقع Soccerway.com (الإنجليزية)